# Мамиев, Мухамед
Мухамед Мамиев (1921 год, село Тэзе-Четыр, Хорезмская Социалистическая Советская Республика — дата смерти неизвестна, село Тэзе-Четыр, Ильялинский район, Туркменская ССР) — бригадир колхоза имени Сталина сельсовета Тэзе-Четыр Ильялинского района Ташаузской области, Туркменская ССР. Герой Социалистического Труда (1951).

## Биография
Родился в 1921 году в крестьянской семье в селе Тэзе-Четыр (ныне — на территории этрапа имени Гурбансолтан-эдже).
Окончил местную школу. В послевоенное время трудился рядовым колхозником, бригадиром хлопководческой бригады в колхозе имени Сталина Ильялинского района (с 1961 года — колхоз имени Ленина), председателем которого был Гельды Ковлиев.
В 1950 году бригада под его руководством собрала в среднем с каждого гектара по 46 центнеров хлопка-сырца на участке площадью 30 гектаров. Указом Президиума Верховного Совета СССР от 30 июня 1951 года удостоен звания Героя Социалистического Труда за «получение высокого урожая хлопка на поливных землях в 1950 году» с вручением ордена Ленина и золотой медали «Серп и Молот» (№ 6930).
Этим же Указом званием Героя Социалистического Труда были награждены председатель колхоза Гельды Ковлиев и председатель Совета урожайности Султанмурад Какабаев.
За выдающиеся трудовые результаты по итогам 1973 года был награждён вторым Орденом Ленина.
Проживал в родном селе Тэзе-Четыр. С 1981 года — персональный пенсионер союзного значения. Дата смерти не установлена.
Награды
- Герой Социалистического Труда
- Орден Ленина — дважды (1951; 10.12.1973)